# مايكل ماكفول
مايكل ماكفول (بالإنجليزية: Michael McFaul)‏ (و. 1963 – م) هو دبلوماسي، وبروفيسور (أستاذ جامعي) من الولايات المتحدة الأمريكية .
وهو عضو في الحزب الديمقراطي الأمريكي .

## التعليم
تعلم في جامعة ستانفورد، وجامعة أوكسفورد.

## روابط خارجية
- مايكل ماكفول على موقع إن إن دي بي (الإنجليزية)